# Клондайк (пароход)
«Клондайк» (англ. SS Klondike) — общее название двух колёсных пароходов, второй из которых в настоящее время является национальным историческим памятником, расположенным в Уайтхорсе, Юкон, Канада. Они перевозили грузы между Уайтхорсом и Доусон-Сити вдоль реки Юкон; первый с 1929 по 1936 год и второй, почти точная копия первого, с 1937 по 1950 годы.

## Постройка и эксплуатация
Клондайк I был построен Британской компанией Yukon Navigation Company (дочерней компанией White Pass and Yukon Railway) в 1929 году и отличался тем, что имел на 50 % бо́льшую вместимость, чем обычный колёсный пароход, при этом сохранял мелкую осадку и отвечал требованиям, предъявляемым судам, эксплуатируемым для хождения вниз по реке Юкон. Клондайк I имел вместимость (дедвейт неизвестен) 270 метрических тонн.
В июне 1936 года Клондайк I сел на мель к северу от Тридцатимильного участка реки Юкон (61°40’17"N 134°52’22"W). Компания демонтировала корабельный котёл, двигатели и множество деталей для постройки «Клондайка II» в следующем году. Корпус Клондайка I до сих пор можно увидеть при низком уровне воды при плавании на байдарках по реке Юкон.
Клондайк II перевозил грузы до начала 1950-х годов. Из-за строительства шоссе, соединяющего Доусон и Уайтхорс, многие колёсные пароходы реки Юкон были выведены из эксплуатации. В целях продолжения эксплуатации Клондайк II был переделан в круизное судно. Однако предприятие закрылось в 1955 году из-за отсутствия спроса, и Клондайк II остался на верфях Уайтхорса.

## Музей
Корабль был подарен правительственному учреждению Парки Канады и постепенно реставрировался. В 1966 году  городские власти согласились переместить корабль на его нынешнее место — в то время эту часть района занимали скваттеры. Для выполнения этой задачи потребовались: три бульдозера, восемь тонн мыла «Палмолив», экипаж из двенадцати человек и три недели работы. Смазка мылом брёвен облегчила процесс перемещения.
24 июня 1967 года Клондайк II был объявлен Национальным историческим объектом Канады, и теперь он открыт в летние месяцы как туристическая достопримечательность.